# Neunkhausener-Weitefelder Plateau
Das Neunkhausener-Weitefelder Plateau ist eine Teillandschaft des Hohen Westerwalds.

## Geographie
Das Neunkhausener-Weitefelder Plateau ist eine fast ebene, nur vom Nordosten her stark erodierte Hochfläche auf etwa 480 m ü.NN, die der etwa 100 m höheren Westerwälder Basalthochfläche im Nordwesten vorgelagert ist und die Wasserscheide zwischen Nister und Sieg bildet. Charakteristisch ist der Wechsel zwischen sanft eingesenkten, vermoorten und quellreichen Talmulden und sanft aufgewölbten, mit Lösslehm bedeckten Erhebungen. Der im Untergrund anstehende Basalt tritt nur an einigen Vorsprüngen zutage und wurde dort abgebaut. Die ehemaligen Steinbrüche weisen heute Abgrabungsgewässer und eine interessante Folgevegetation auf.
Die Vulkankuppen am Nordrand der Einheit sowie die zum Nisterbergland und Daadenbachtal abfallenden Hänge sind waldbedeckt. Während die übrige Hochfläche früher als sehr waldarm beschrieben wurde, weist sie heute einen erheblichen Waldanteil auf. Dieser Waldzuwachs ist zu einem wesentlichen Teil auf die Aufforstung von Huteweiden zurückzuführen. Da hierbei überwiegend Fichte aufgeforstet wurde, dominiert heute Nadelholz in den Waldflächen des Landschaftsraums.
Charakteristisch sind die Feuchtgebiete des Plateaus. Die hohen Niederschläge und die geringe Durchlässigkeit der Böden sind Ursache für die dichte Zahl an Quellen, die in den vermoorten Talanfängen austreten. Die Feuchtgebiete wurden bereits vor dem Zweiten Weltkrieg in Kultur genommen, entwässert und als Grünland nutzbar gemacht. Oft wurden kleinere Teiche und Weiher in den Bachniederungen und Quellmulden angelegt. Aufgrund seiner Größe ist der Elkenrother See besonders zu erwähnen, der durch Aufstau des Elbbachs entstand und bereits Anfang des 19. Jahrhunderts nachgewiesen ist.
Im Zuge der Moorentwässerung sind die zahlreichen Quellbäche meist reguliert worden. Im Osten des Gebietes sind jedoch längere naturnahe Bachabschnitte erhalten (Friedewalder, Derscher und Mauder Bäche). Hervorzuheben ist das Quellgebiet des Lindianseifen bei Elkenroth im Westen des Plateaus (Naturschutzgebiet) mit Resten von Sumpfwäldern.
Während die feuchten Talmulden durchweg von Grünland eingenommen und oft durch Weidengebüsche bereichert werden, sind die trockeneren Erhebungen ackerbaulich genutzt. Insgesamt überwiegt aber Grünland. Reliktbestände von Hutweiden und Borstgrasrasen sind selten und im Landschaftsraum nur bei Mörlen und Nauroth erlebbar. Magerwiesen und Feuchtwiesen sind hingegen noch relativ häufig. Großflächige Feuchtgebiete sind im Raum Elkenroth-Weitefeld erhalten.
Die Besiedlung des Plateaus war durch ehemals kleine bäuerliche Straßen- und Haufendörfer geprägt, die im Bereich von Bachursprungsmulden entstanden und sich bis heute deutlich entwickelt und ausgedehnt haben.
Erwähnenswert ist die frühere Bedeutung des Bergbaus im Nordwesten, wo das Eisenerzabbaugebiet des Hellerberglands auch in das Neunkhausen-Weitefelder Plateau reicht.